# Хайнрих IX (Валдек)
Вижте пояснителната страница за други личности с името Хайнрих IX.
Хайнрих IX фон Валдек (на немски: Heinrich IX von Waldeck-Wildungen; * 10 декември 1531; † 3 октомври 1577 във Вербе) от Дом Валдек е 1577 г. пет месеца граф на Валдек-Вилдунген.
Той е четвъртият син на граф Филип IV фон Валдек (1493 – 1574) и първата му съпруга Маргарета фон Източна Фризия (1500 – 1537), дъщеря на граф Едзард I фон Източна Фризия.
Хайнрих става граф на Валдек-Вилдунген на 7 юни 1577 г. след смъртта на бездетния му брат Даниел (1530 – 1577).
От 1562 до 1563 г. той участва на страната на протестантите в първата война против хугенотите във Франция. След завръщането му през ноември 1563 г. Хайнрих се жени на 19 декември 1563 г. в Корбах за протестантката фрайфрау Анна фон Вирмунд цу Норденбек (* 1538; † 16 април 1599), която донася в брака господството Норденбек. Бракът е бездетен. 
Филип II († 21 януари 1584), Арнолд († 1592) и Йохан Млади († 15 ноември 1564), братовчедите на Анна, които не признават женското наследство, малко по-късно нападат и окупират замък Норденбек, центърът на собствеността на Анна. Поради липса на пари Хайнрих първо не може да ги нападне. По-късно той марширува за нападение, но конят му го повлича и умира през октомври 1577 г. пред очите на съпругата му Анна.
Анна получава Норденбек едва през 1580 г. след решение на имперския камерен съд.
Хайнрих е наследен като граф на Валдек-Вилдунген от племенника му Гюнтер (* 29 юни 1557, † 23 май 1585), син на умрелия му през 1570 г. брат Самуел фон Валдек.
През 1583 г. Анна се омъжва втори път за Куно фон Виненберг и Байлщайн, президентът на камерния съд, който решава в нейна полза.